# Афумаць (комуна, Долж)
Афумаць, Афумаці (рум. Afumați) — комуна у повіті Долж в Румунії. До складу комуни входять такі села (дані про населення за 2002 рік):
- Афумаць (1385 осіб)
- Боурень (1240 осіб)
- Ковей (663 особи)

Комуна розташована на відстані 213 км на захід від Бухареста, 44 км на південний захід від Крайови.

## Населення
За даними перепису населення 2002 року у комуні проживали 3288 осіб.
Національний склад населення комуни:
| Національність | Кількість осіб | Відсоток |
| -------------- | -------------- | -------- |
| румуни         | 3102           | 94,3%    |
| цигани         | 183            | 5,6%     |
| угорці         | 3              | 0,1%     |

Рідною мовою назвали:
| Мова      | Кількість осіб | Відсоток |
| --------- | -------------- | -------- |
| румунська | 3204           | 97,4%    |
| циганська | 83             | 2,5%     |
| угорська  | 1              | < 0,1%   |

Склад населення комуни за віросповіданням:
| Релігія        | Кількість осіб | Відсоток |
| -------------- | -------------- | -------- |
| православні    | 3246           | 98,7%    |
| адвентисти     | 34             | 1,0%     |
| римо-католики  | 2              | 0,1%     |
| п'ятдесятники  | 1              | < 0,1%   |
| греко-католики | 1              | < 0,1%   |

## Зовнішні посилання
- Дані про комуну Афумаць на сайті Ghidul Primăriilor [Архівовано 15 травня 2012 у Wayback Machine.]